# Rhododendron nivale
Rhododendron nivale är en ljungväxtart. Rhododendron nivale ingår i släktet rododendron, och familjen ljungväxter.

## Underarter
Arten delas in i följande underarter:
- R. n. australe
- R. n. boreale

## Bildgalleri

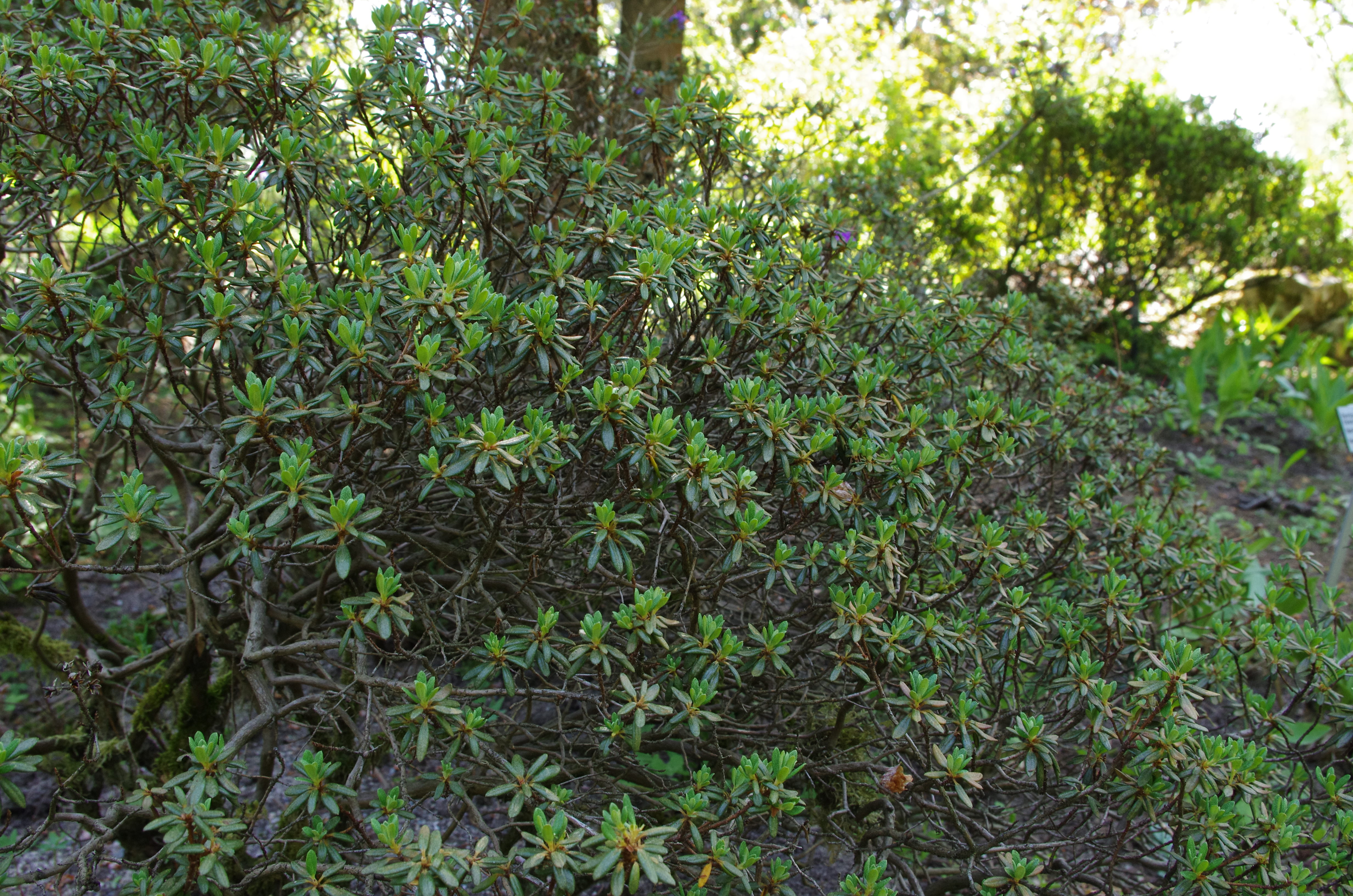
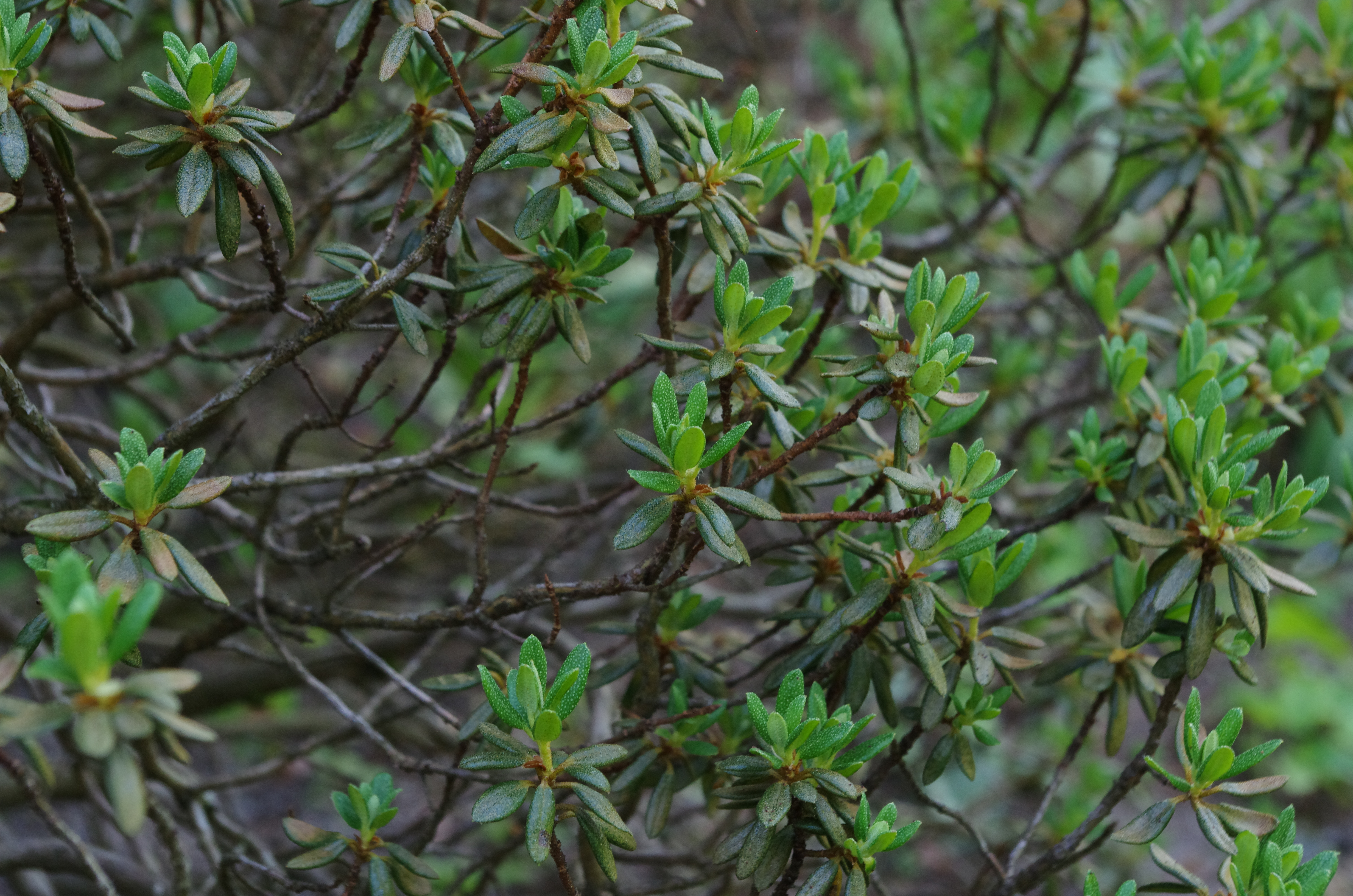
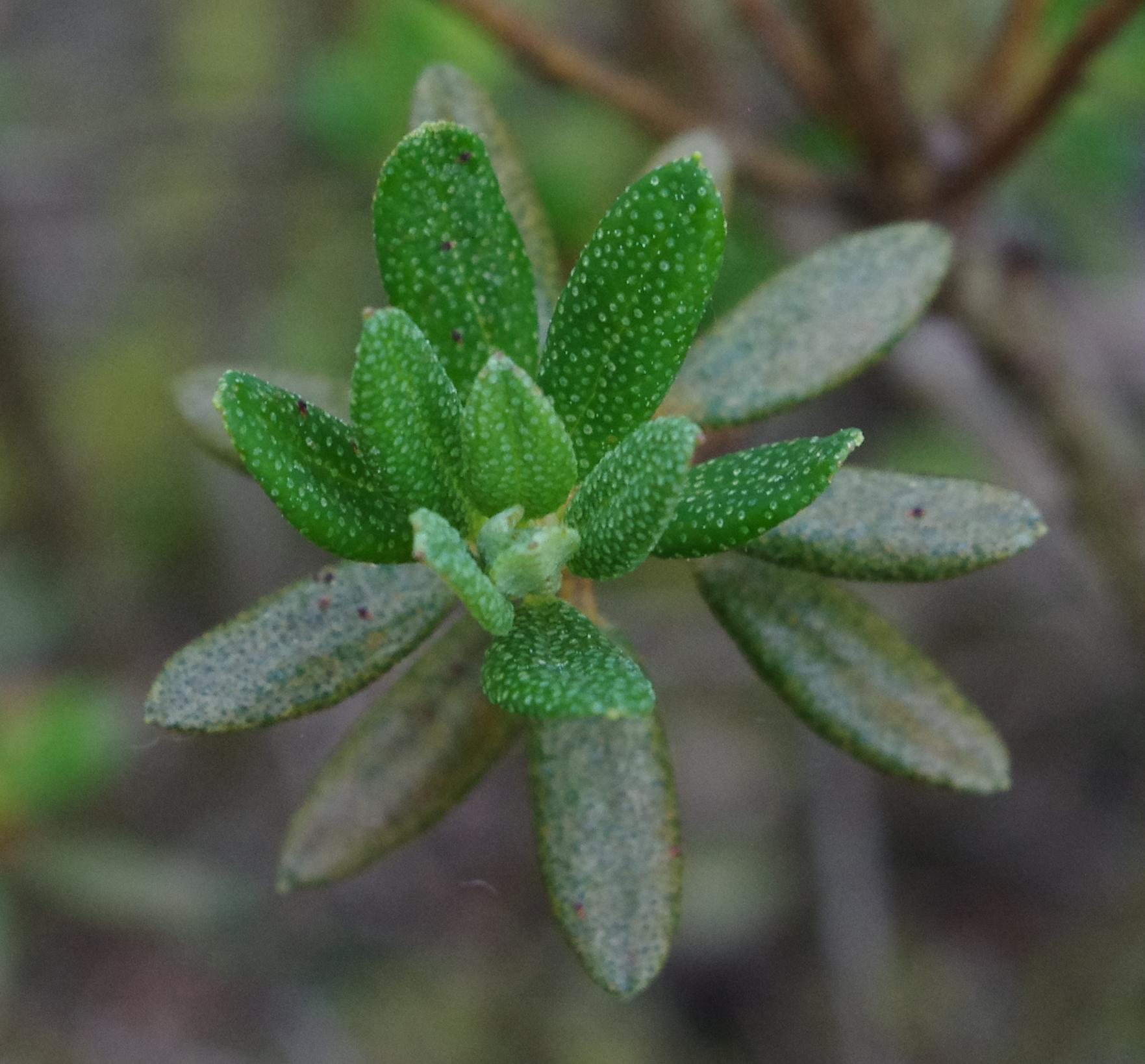
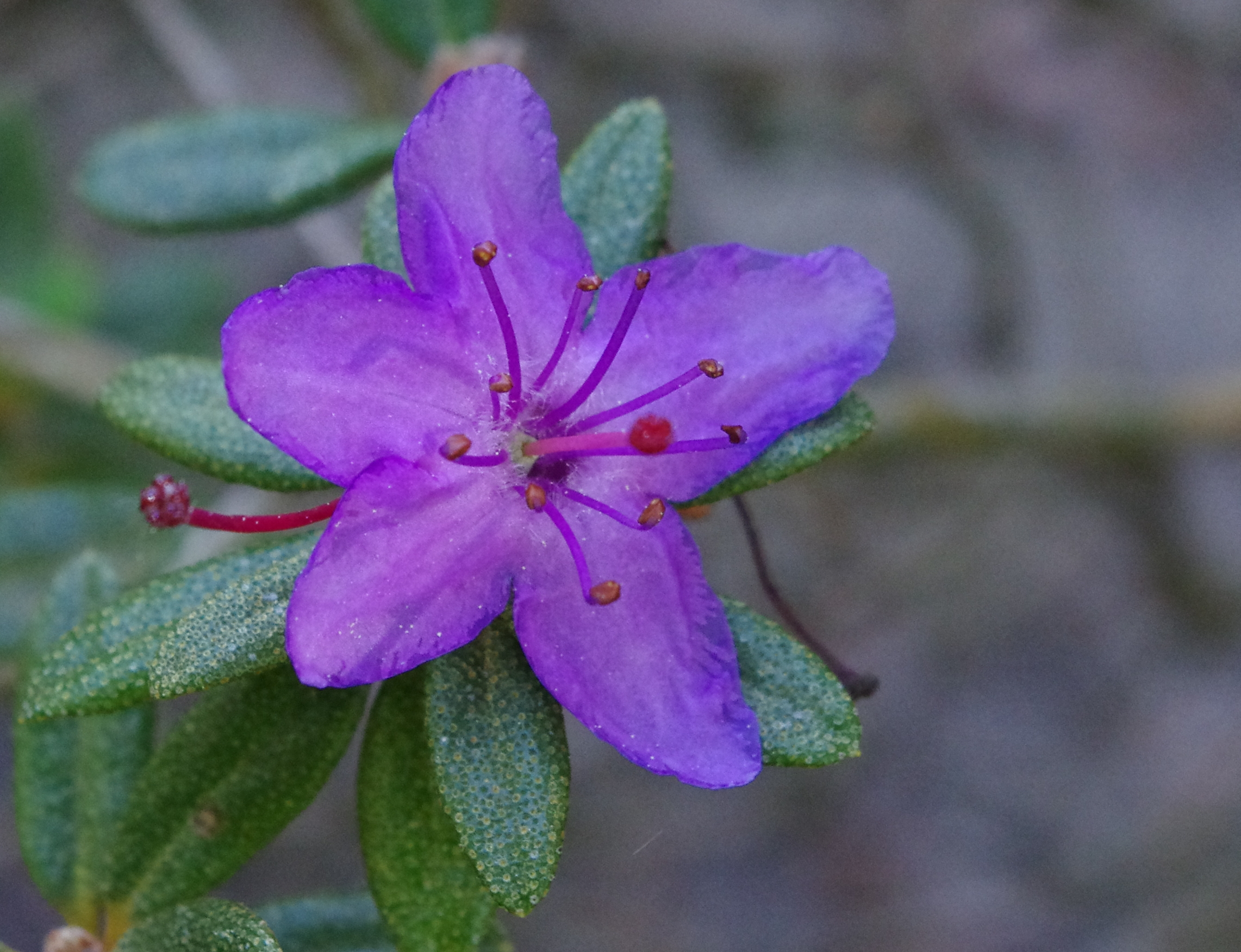
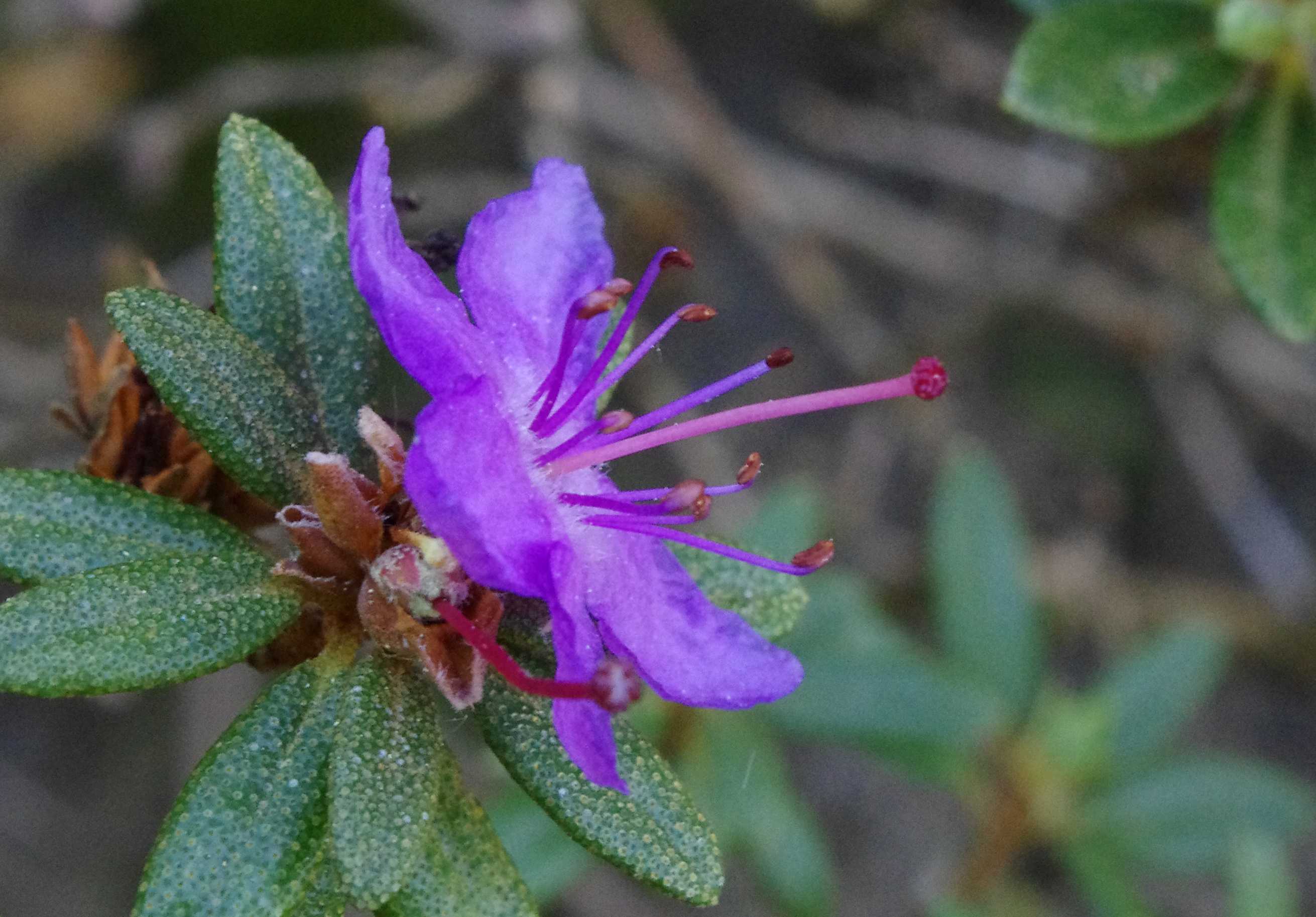
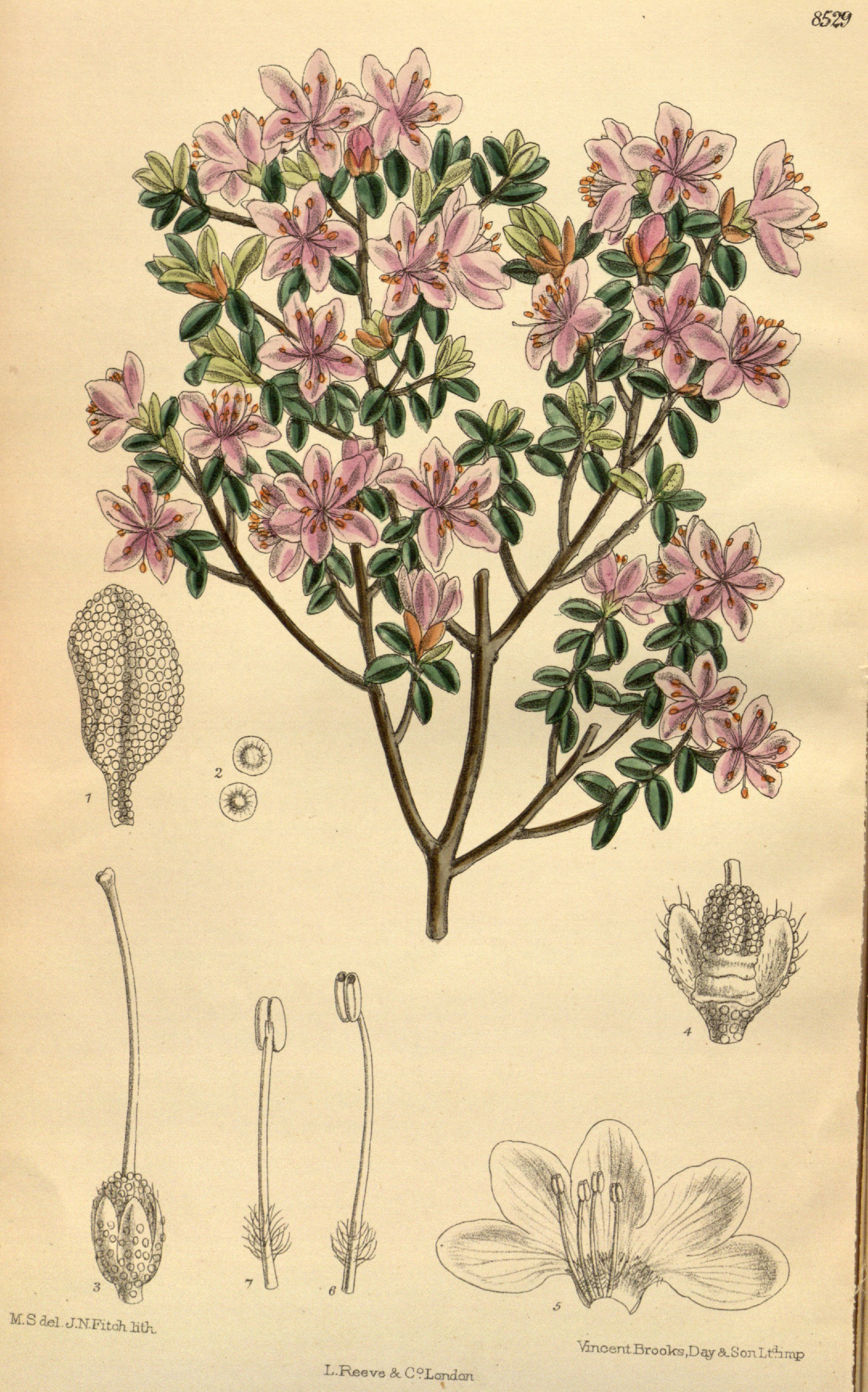